# Pampilhosa da Serra (freguesia)
Pampilhosa da Serra is een plaats (freguesia) in de Portugese gemeente Pampilhosa da Serra en telt 1514 inwoners (2001).

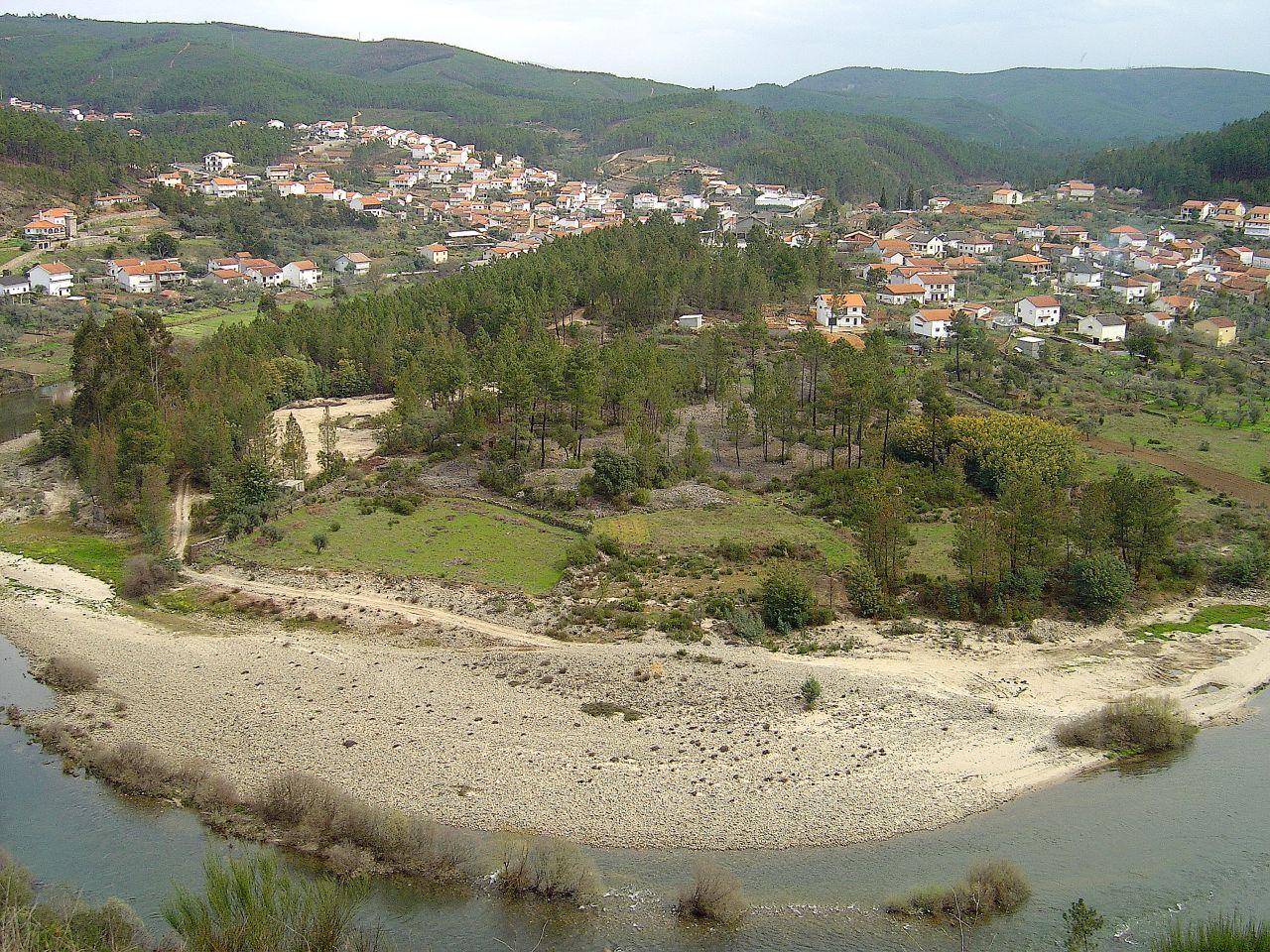
Pampilhosa da Serra